# Moreda de Álava
Moreda de Álava (spanska) eller Moreda Araba (baskiska), officiellt Moreda de Álava/Moreda Araba, är en kommun i Spanien. Den ligger i Álavaprovinsen i södra delen av den autonoma regionen Baskien i norra delen av landet, 260 km norr om huvudstaden Madrid. Antalet invånare är 215 (2024).